# IC 3779
IC 3779 је елиптична галаксија у сазвјежђу Дјевица која се налази на листи објеката дубоког неба у Индекс каталогу.
Деклинација објекта је + 12° 9' 58" а ректасцензија 12h 47m 20,6s. Привидна величина (магнитуда) објекта IC 3779 износи 14,4 а фотографска магнитуда 15,4. IC 3779 је још познат и под ознакама CGCG 71-41, VCC 2050, PGC 43154.